# Мулик Галина Тимофіївна
Алла Тимофіївна Мулик (нар. 11 грудня 1940, в м. Тульчин) на Вінниччині - учитель-методист, висококваліфікований педагог, Відмінник народної освіти УРСР, Заслужений вчитель України.

## Життєпис
Галина Тимофіївна Мулик народилася 11 грудня 1940 року в м. Тульчин Вінницької області. Закінчила факультет педагогіки та методики початкового навчання Вінницького державного педагогічного інституту ім. М. Островського.

## Професійна діяльність
- Працювала вихователем, учителем в школі-інтернаті м. Тульчин Вінницької області.

- 1974 - вчитель початкових класів Вінницької школи № 17 (нині — фізико-математична гімназія № 17).

- 1989-1995 - брала участь в експерименті Міністерства освіти і науки України з організації роботи класів прискореного навчання (початкова ланка освіти — за 2 роки).

## Нагороди та звання
- нагороджена знаком Відмінник народної освіти УРСР.

- 1991 - почесне звання Заслужений вчитель України[1]

- неодноразово нагороджувалася Грамотами Міністерства освіти і науки України.